# المعاهدة البريطانية المصرية 1936
المعاهدة البريطانية المصرية لعام 1936 كانت معاهدة موقعة بين المملكة المتحدة والمملكة المصرية .
بموجب شروط المعاهدة، يتوجب على المملكة المتحدة سحب جميع قواتها من مصر باستثناء تلك اللازمة لحماية قناة السويس ومحيطها والتي يبلغ قوامها 10,000 جندي وعدد من الأفراد المساعدين. بالإضافة إلى ذلك ستزود المملكة المتحدة الجيش المصري وتدربه وتساعد في الدفاع عنه في حالة الحرب. كان من المقرر أن تستمر المعاهدة لمدة 20 عامًا. جرى التفاوض عليها في قصر الزعفران ووقع عليها في لندن في 26 أغسطس 1936 وتم التصديق عليها في 22 ديسمبر من نفس العام. وسجلت في مجموعة معاهدات عصبة الأمم في 6 يناير 1937.

## خلفية الأحداث
بعد إصدار بيان الحكومة بوفاة الملك فؤاد وارتقاء إبنه الملك فاروق العرش تم تعيين مجلس وصاية نظرا لصغر سنه ثم شكل حزب الوفد الوزارة نظرا لفوزه في الانتخابات البرلمانية وطالب بإجراء مفاوضات مع بريطانيا بشأن التحفظات الأربعة، ولكن الحكومة البريطانية تهربت فقامت الثورات وتألفت جبهة وطنية لإعادة دستور 1923 بدلاً من دستور 1930 ولذلك اضطرت بريطانيا للتراجع واضطرت للدخول في مفاوضات بقيادة السير مايلز لامبسون المندوب السامي البريطاني ومعاونيه وهيئة المفاوضات المصرية، ولقد اشترطت إنجلترا أن تكون المفاوضات مع كل الأحزاب حتى تضمن موافقة جميع الأحزاب وبالفعل شاركت كل الأحزاب عدا الحزب الوطني الذي رفع شعار (لا مفاوضة إلا بعد الجلاء). وبدأت المفاوضات في القاهرة في قصر الزعفران في 2 مارس وانتهت بوضع معاهدة 26 أغسطس 1936 في لندن.

## انتقادات
على الرغم من الإيجابيات التي حوتها والاعتراف باستقلال مصر إلا أنها لم تحقق الاستقلال المطلوب حيث حوت في طياتها بعض أنواع السيادة البريطانية فألزمت مصر بتقديم المساعدات في حالة الحرب وإنشاء الثكنات التي فرضت أعباء مالية جسيمة مما يؤخر الجيش المصري وإعداده ليكون أداة صالحة للدفاع عنها، كما أنه بموجب هذه المعاهدة تصبح السودان مستعمرة بريطانية يحرسها جنود مصريون، لذلك طالبت حكومة النحاس في مارس 1950 الدخول في مفاوضات جديدة مع الحكومة البريطانية واستمرت هذه المفاوضات 9 شهور ظهر فيها تشدد الجانب البريطاني مما جعل النحاس يعلن قطع المفاوضات وإلغاء معاهدة 1936 واتفاقيتي السودان وقدم للبرلمان مراسيم تتضمن مشروعات القوانين المتضمنة هذا الإلغاء فصادق عليها البرلمان وصدرت القوانين التي تؤكد إلغاء التحالف بين بريطانيا ومصر واعتبرت القوات الموجودة في منطقة القناة قوات محتلة ومن هنا بدأ النضال يشتعل مرة أخرى ولكن هذه المرة كان نضالًا مسلحًا.